# Droga wojewódzka 278
Die Droga wojewódzka 278 ist eine Woiwodschaftsstraße in der polnischen Woiwodschaft Lebus. Die Straße beginnt in Szklarka Radnicka (Rädnitzer Hütten Werke) und verläuft über Sulechów (Züllichau) und Sława (Schlawa) nach Przyczyna Górna (Ober Pritschen), wo sie sich mit der Droga wojewódzka 305 trifft. In ihrem Verlauf trifft die Straße zudem auf die Droga wojewódzka 280, die Droga wojewódzka 281, die Droga krajowa 32, die Droga wojewódzka 313, die Droga wojewódzka 282, die Droga wojewódzka 315, die Droga wojewódzka 318 sowie die Droga wojewódzka 319. Die DW 278 hat eine Gesamtlänge von 88 Kilometern.